# Filaret (Tichonov)
Filaret (světským jménem: Jevgenij Jurjevič Tichonov; * 24. února 1981, Dmitrov) je ruský duchovní Ruské pravoslavné církve a biskup kolpaševský a streževský.

## Život
Narodil se 24. února 1981 v Dmitrově.
Roku 2004 dokončil Mezinárodní univerzitu přírody, společnosti a člověka "Dubna" (dnes Státní univerzita Dubna), kde získal magisterský titul.
Dne 9. března 2011 byl v chrámu Zjevení monastýru Staro-Golutvin postřižen na monacha se jménem Filaret na počest svatého Filareta (Drozdova). Dne 13. března byl arcibiskupem možajským Grigorijem (Čirkovem) rukopoložen na diákona a 26. dubna metropolitou krutickým a kolomenským Juvenalijem (Pojarkovem) na jereje. Stal se knězem Vveděnského chrámu Kolomenského duchovního semináře.
Roku 2012 dokončil Kolomenský duchovní seminář. Byl jmenován asistentem prorektora pro akademickou činnost semináře. Stal se také přednášejícím misijních a katechetických kurzů. Dne 3. března 2015 byl jmenován sekretářem akademické rady a 15. září prorektorem pro pedagogickou činnost. Roku 2018 dokončil studium Moskevské duchovní akademie.
Dne 14. července 2021 byl jmenován členem Atestační komise kolomenské eparchie a 7. března 2023 vedoucím mnišské komunity při semináři.
Dne 27. prosince 2023 jej Svatý synod zvolil biskupem bakuským a ázerbájdžánským. Dne 31. prosince byl povýšen na archimandritu. Dne 12. března 2024 bylo rozhodnuto o jeho jmenování na kolpaševskou katedru. Biskupská chirotonie proběhla 31. března v chrámu svatého Vladimíra v Tušině. Hlavním světitelem byl patriarcha moskevský a celé Rusi Kirill.